# 2 Andromedae
2 Andromedae este o stea din constelația Andromeda.